# Onoszki (rejon nieświeski)
Onoszki (biał. Аношкі, ros. Оношки, hist. również Anoszki) – agromiasteczko na Białorusi, w rejonie nieświeskim obwodu mińskiego, około 14 km na zachód od Nieświeża.

## Historia
Po II rozbiorze Polski w 1793 roku Onoszki, wcześniej należące do województwa nowogródzkiego Rzeczypospolitej, znalazły się na terenie powiatu nowogródzkiego (ujezdu), który wchodził kolejno w skład guberni: słonimskiej, litewskiej, grodzieńskiej i mińskiej Imperium Rosyjskiego. Po ustabilizowaniu się granicy polsko-radzieckiej w 1921 roku Onoszki wróciły do Polski, znalazły się w gminie Snów w powiecie nieświeskim województwa nowogródzkiego, od 1945 roku – w ZSRR, od 1991 roku – na terenie Republiki Białorusi.
W drugiej połowie XIX wieku była to okolica bezleśna, we wsi było 19 osad. W 1921 miejscowość liczyła 357 mieszkańców, zamieszkałych w 57 budynkach, w tym 341 Białorusinów, 15 Polaków i 1 osobę innej narodowości. 353 mieszkańców było wyznania prawosławnego i 4 rzymskokatolickiego.
W południowej części agromiasteczka na początku XXI wieku wzniesiono z białej cegły prawosławną cerkiew pw. św. Anny, która służy miejscowej parafii. 800 m na północny wschód od centrum agromiasteczka znajduje się kurhan zwany Piorunową Górą (obecnie biał. Перунова Гара), w którym odkryto artefakty pochodzące z epoki żelaza.
W 2009 roku w Onoszkach mieszkało 806 osób.

## Majątek Narucewicze

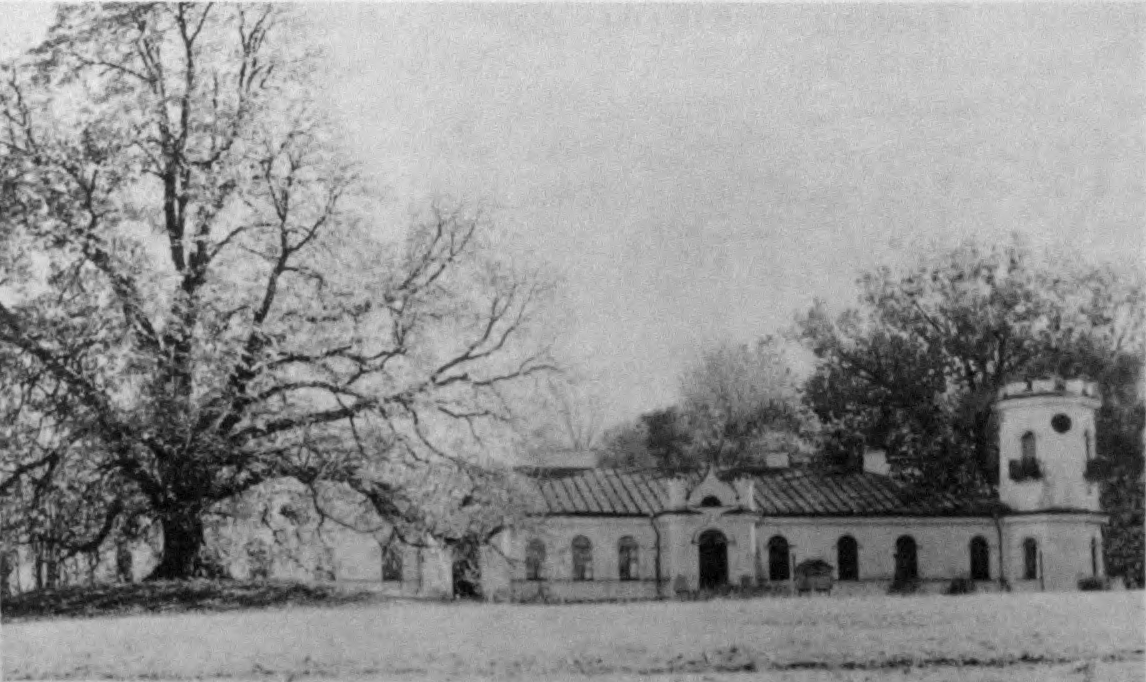
Dwór Czapskich w Narucewiczach w dwudziestoleciu międzywojennym

Półtora kilometra na południe od centrum Onoszek stał przez około 100 lat dwór Czapskich, siedziba majątku Narucewicze. W okresie międzywojennym na południe of folwarku Narucewicze wybudowano (nieistniejące obecnie) osiedle dla osadników wojskowych o tej samej nazwie.
Majątek Narucewicze znany był od 1745 roku, w drugiej połowie XVIII wieku należał do Obuchowiczów. Na początku XIX wieku przypadł Karolowi Czapskiemu (1777–1836). mężowi Fabianny Obuchowiczówny (1794–1876) i pozostał własnością rodziny Czapskich do 1939 roku. Kolejnym po Karolu właścicielem był syn jego i Fabianny, Adam Erazm (1819–1874), a następnym – jego syn, Adam Ignacy (1849–1914). Ostatnim właścicielem Narucewicz był syn Adama Ignacego, Franciszek Edward Czapski (1885–1939).
Najprawdopodobniej w pierwszej połowie XIX wieku wybudowano tu siedzibę właścicieli. Był to długi, parterowy, murowany dwór utrzymany w stylu neogotyckim, z ośmioboczną neogotycką wieżą zegarową z prawej strony z balkonikami skierowanymi na cztery strony świata, z kutymi, żelaznymi balustradkami. Dom był przykryty gładkim czterospadowym dachem. Wejście zdobiła zębata attyka.
Dom był otoczony parkiem krajobrazowym, w którym rosły, w niewielkiej odległości od domu, wielkie dęby. Tuż obok folwarku był cmentarzyk z kaplicą grobową. Słownik geograficzny Królestwa Polskiego odnotowuje istnienie głazu narzutowego w pobliżu. 
Siedziba Czapskich nie przetrwała II wojny światowej. Pozostały stajnia i budynek gospodarczy. Fragment pozostałości parku jest dziś historyczno-kulturalnym zabytkiem Białorusi o numerze ewidencyjnym 613Г000496.
Majątek w Narucewiczach został opisany w 2. tomie Dziejów rezydencji na dawnych kresach Rzeczypospolitej Romana Aftanazego.